# Miguel Molina González
Miguel Molina González (Lloret de Mar, Gerona, España; 17 de febrero de 1989) es un piloto español de automovilismo. Destaca en su palmarés el campeonato de SprintX GT Championship Series de 2018 y la European Le Mans Series de 2021, ambos con GTs. Desde 2018 hasta 2022 fue piloto de AF Corse en el Campeonato Mundial de Resistencia de la FIA.  Desde 2023 es piloto de Ferrari AF Corse en el Ferrari 499P #50 en la categoría Le Mans Hypercar. Fue ganador de las 24 Horas de Le Mans 2024 y tercero en 2022. En el Campeonato Mundial de Resistencia de la FIA resultó tercero en 2022 y 2023, y subcampeón en 2024.
Forma parte, junto a Marc Gené y Fernando Alonso, de los únicos españoles vencedores absolutos de las 24 Horas de Le Mans.

## Carrera

### Karting
Al igual que muchos pilotos, Molina comenzó su carrera en el karting con tan solo siete años recién cumplidos, ganando campeonatos españoles sucesivos en la categoría cadete en 1999 y 2000, así como el Campeonato Júnior de Cataluña en 2001 y en Campeonato Júnior Español en 2003. 

### Fórmulas

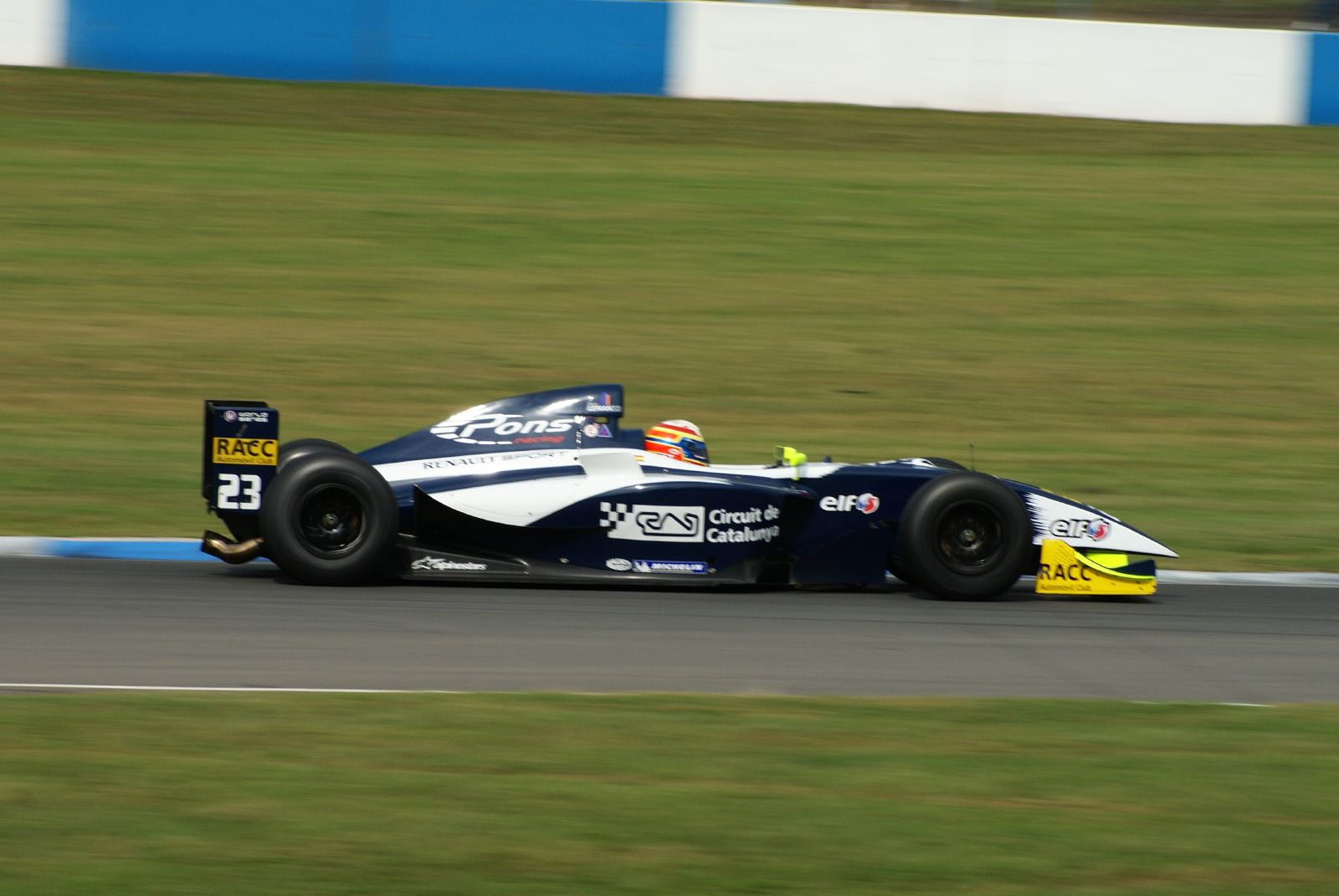
Molina corriendo las World Series by Renault para Pons Racing.

En 2004, comenzó su carrera en los monoplazas en la Fórmula Renault 1.6, donde terminó la temporada en sexto lugar. Al año siguiente, entró en la Eurocopa de Fórmula Renault 2.0 corriendo con Pons Racing, anotando tres puntos para terminar la temporada el 28º. En 2006, pasó al Campeonato de España de Fórmula 3 con el equipo Racing Engineering, obteniendo una victoria en carrera y un podio que entre otras buenas posiciones, le valió para ser 6.º en la clasificación final. A mediados de esa temporada, Miguel se unió a las Fórmula Renault 3.5 con GD Racing, con quienes corrió en las últimas seis carreras, logrando anotar un punto en la última carrera del año en el Circuito de Barcelona-Cataluña.
En 2007, Molina pasó a disputar la temporada completa con Pons Racing, anotando dos victorias (en Estoril y Montmeló) y dos podios más en su camino a ser 7 º en la clasificación final. En 2008, una vez más competido en el mismo campeonato, compartiendo equipo en el Prema Powerteam con su compañero español Álvaro Barba. Consiguió cuatro podios durante la temporada, incluyendo victorias en el circuito de Nürburgring y Estoril, para terminar cuarto en el campeonato. Tras tests de Prema, Epsilon Euskadi y KTR durante la pretemporada, Molina fue fichado por Ultimate Motorsport para la temporada 2009. A pesar de que el equipo no disputara las dos últimas rondas, Molina terminó octavo en el campeonato. Durante estos años fue miembro del Programa de Jóvenes Pilotos del Circuit de Catalunya. 
En junio de 2009, Molina hizo su debut en la Superleague Formula, aunque sólo participó en esa ronda de apertura de la temporada en Magny-Cours para representar Al Ain, que también estaba bajo la estructura técnica del Ultimate Motorsport. Terminó la primera carrera en novena posición y la segunda en el cuarto lugar.

### DTM

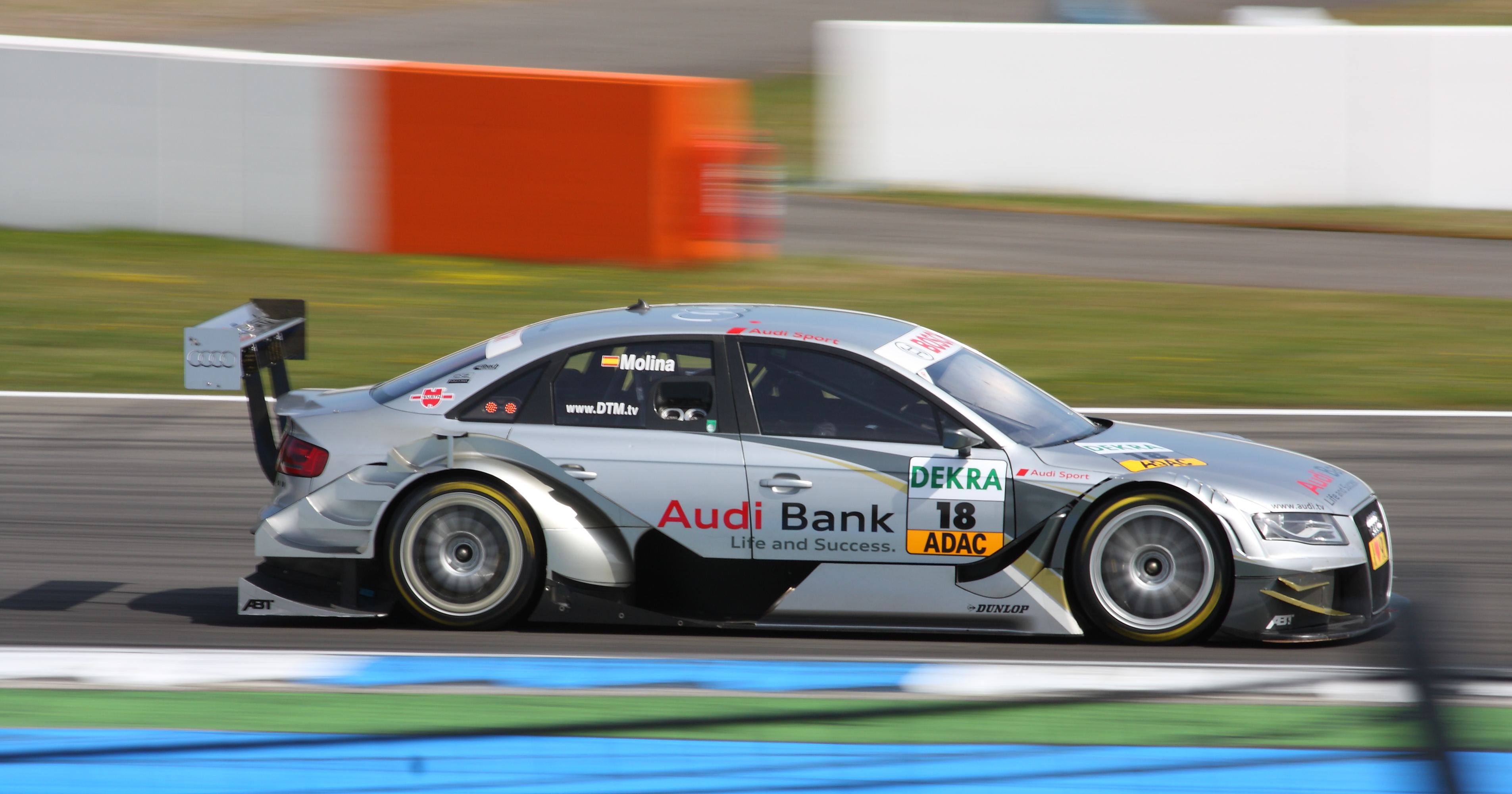
Molina en su primera carrera en el DTM en Hockenheimring (2010).

Molina se traslada de los monoplazas a los turismos en 2010, uniéndose al equipo Abt Sportsline del DTM, donde corre en un 2008-spec Audi A4. En la temporada 2011 logra por fin despuntar, en las 3 últimas carreras de la temporada logra 2 poles y podio y sus resultados en esas tres carreras le valen para ser 11.º en el campeonato con 11 puntos. Sin embargo la temporada siguiente no logra destacar y termina 18.º con 8 puntos. En la temporada 2013 tuvo un inicio decepcionante, al no puntuar en la primera mitad del campeonato, pero logró puntuar en las 4 últimas carreras. En 2015 logra su segundo podio con un segundo puesto en el circuito de Hungaroring.
El 27 de septiembre de 2015 Miguel logra la primera victoria de un español en el DTM en la manga dominical de la penúltima prueba del campeonato, en Nürburgring. En 2016, consigue su segunda victoria en el campeonato en la segunda carrera de Lausitzring. Miguel Molina partía desde la pole, y a pesar de ser adelantado por Jamie Green en las primeras vueltas, consigue devolverle el adelantamiento y así conseguir su segunda victoria en este campeonato que se la dedicará a Carlos Castellá. Además, en la penúltima carrera de la temporada logra repetir el logro, esta vez en Hockenheimring. A pesar de estas dos victorias no consiguió firmar una temporada regular, siendo cesado del programa de Audi para la siguiente temporada.

### GT

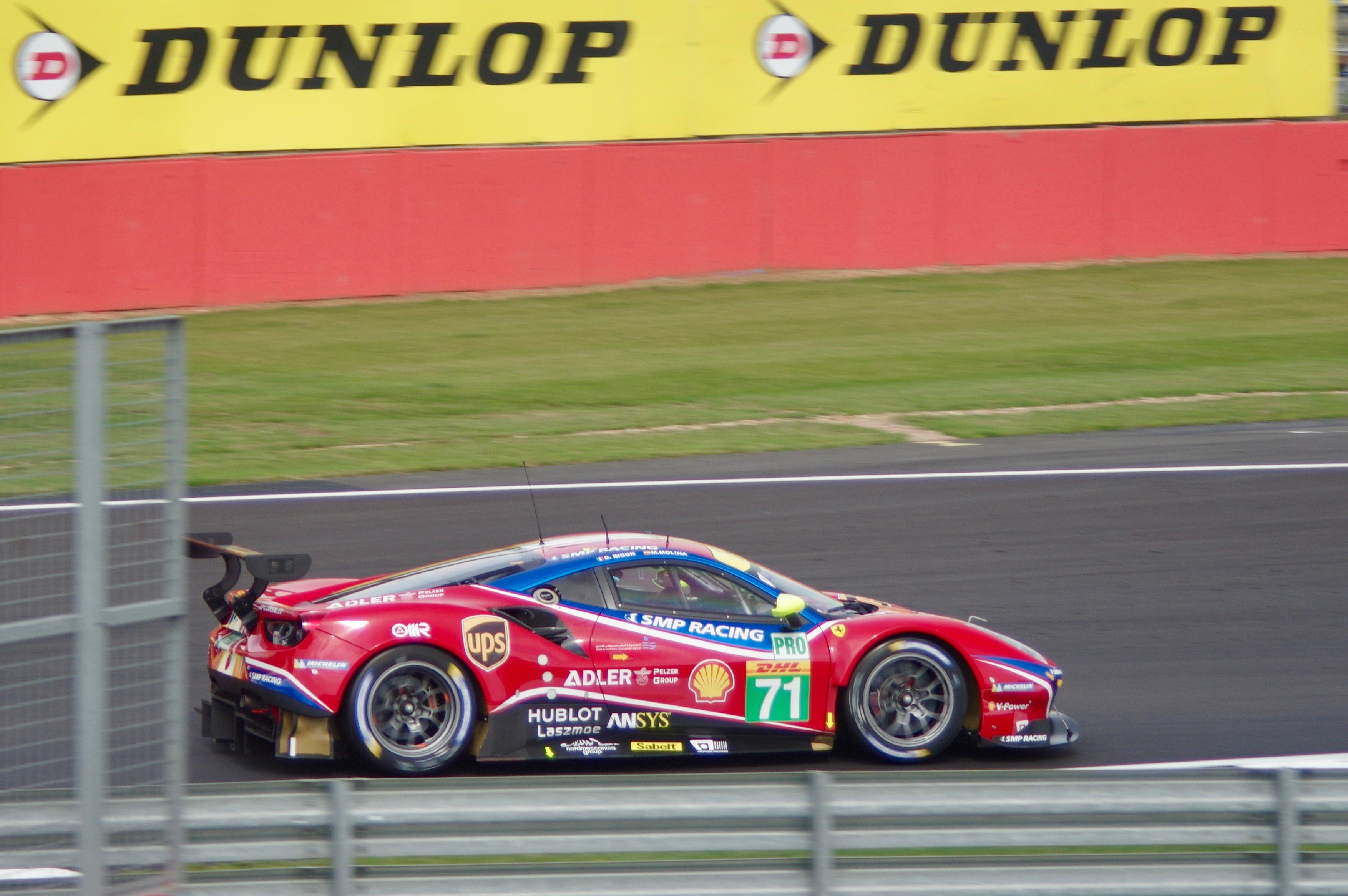
Molina en las 4 Horas de Silverstone (2019).

De los Turismos entró al mundo GT. En 2017 compitió en la categoría LMGTE Am en el Campeonato Mundial de Resistencia, de la mano de la escudería AF Corse, lo que le permitió disputar por primera vez las 24 Horas de Le Mans. Terminó quinto esta temporada consiguiendo una victoria. Repitió para la temporada siguiente con AF Corse, sumando además la participación en el campeonato americano SprintX GT Championship Series, categoría que se disputa dentro de la Pirelli World Challenge, con un Ferrari 488 GT3. Logró vencer el campeonato junto a Toni Vilander con bastante margen, ganando 6 de las 10 carreras disputadas
Siguió disputando campeonatos con GTs en los siguientes años ya como piloto oficial de Ferrari, destacando entre sus resultados el subcampeonato de la Blancpain GT Series Endurance Cup junto a Mikhail Aleshin y Davide Rigon en 2019 y el campeonato de la European Le Mans Series de 2021 en la categoría LMGTE, consiguiendo 3 victorias y 6 podios de seis posibles con la escudería Iron Lynx. En 2022 logra su mejor posición dentro de LMGTE Pro tanto en el FIA WEC como en las 24 Horas de Le Mans, quedando tercero en el campeonato y en la prueba magna de resistencia.

### Hypercar

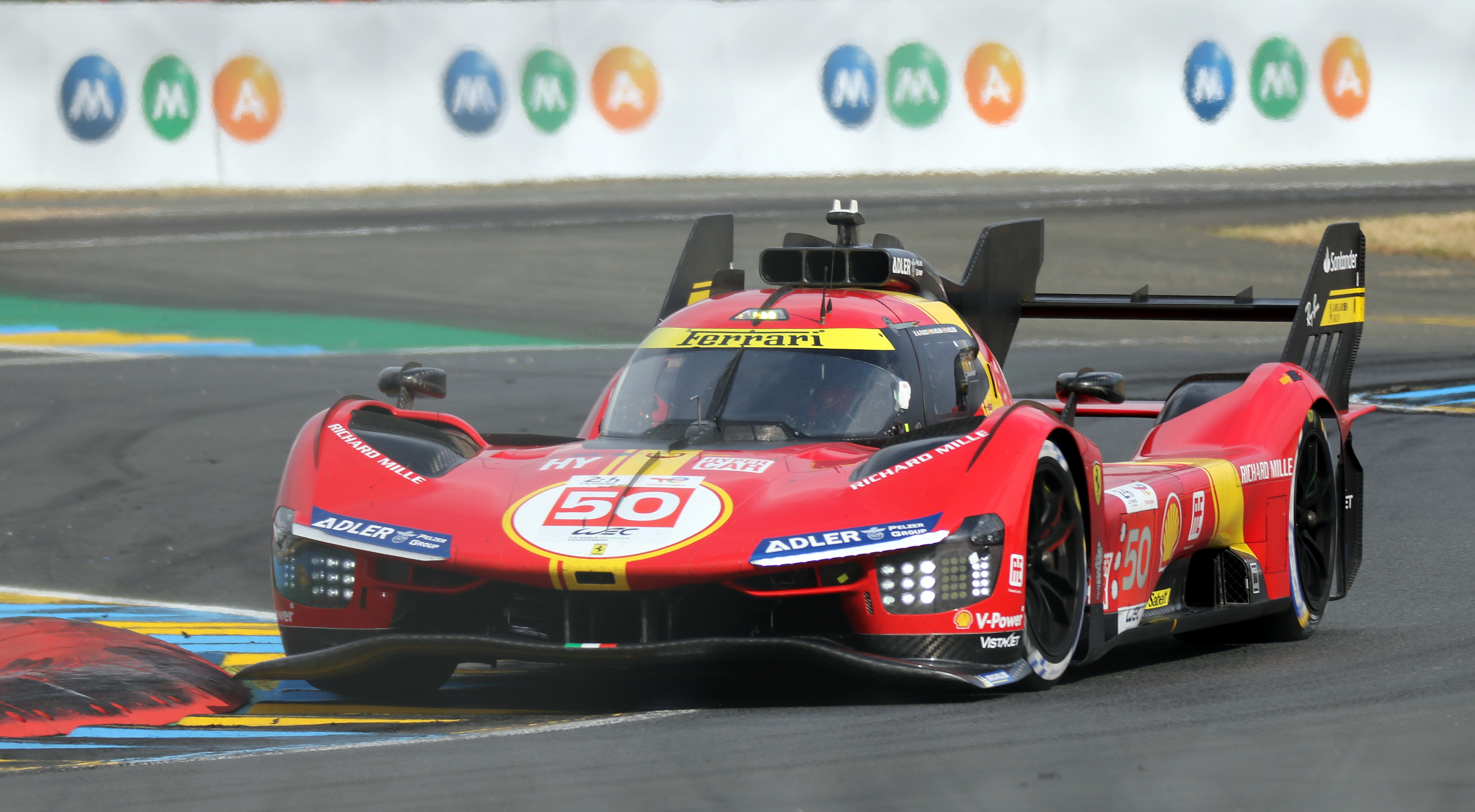
Molina en las 24 Horas de Le Mans (2023).

En 2023 es seleccionado por Ferrari para pilotar junto a Nicklas Nielsen y Antonio Fuoco uno de sus dos Hypercar disponibles para realizar la temporada 2023 del Campeonato Mundial de Resistencia de la FIA. Logran terminar el campeonato terceros, 6 puntos por delante del otro Ferrari y sólo por detrás de los dos Toyota Gazoo Racing. Durante la temporada también participó con el GT de AF Corse en otras pruebas de resistencia estadounidenses y asiáticas. En 2024 Molina sigue en el proyecto de Ferrari con los mismos compañeros, y no solo consiguen mejorar su posición en el Campeonato Mundial de Resistencia de la FIA logrando el subcampeonato, sino que logran su mayor hito personal hasta la fecha al proclamarse vencedores absolutos de las 24 Horas de Le Mans 2024.

## Resumen de carrera
| Temporada | Series                                                  | Escudería                      | Carreras     | Victorias    | Poles        | VR           | Podios       | Puntos       | Pos.         |
| --------- | ------------------------------------------------------- | ------------------------------ | ------------ | ------------ | ------------ | ------------ | ------------ | ------------ | ------------ |
| 2004      | Fórmula Renault 1.6 Española                            | RACC Motorsport                | ?            | ?            | ?            | ?            | ?            | 52           | 6.º          |
| 2004      | 1000km Hyundai                                          | RACC Motorsport                |              |              |              |              |              |              | 7.º          |
| 2005      | Eurocopa de Fórmula Renault 2.0                         | Pons Racing                    | 16           | 0            | 0            | 0            | 0            | 3            | 28.º         |
| 2006      | Campeonato de España de F3                              | Racing Engineering             | 15           | 1            | 0            | 0            | 6            | 73           | 6.º          |
| 2006      | Fórmula Renault 3.5 Series                              | GD Racing                      | 6            | 0            | 0            | 0            | 0            | 1            | 32.º         |
| 2007      | Fórmula Renault 3.5 Series                              | Pons Racing                    | 16           | 2            | 0            | 1            | 4            | 66           | 7.º          |
| 2008      | Fórmula Renault 3.5 Series                              | Prema Powerteam                | 17           | 2            | 1            | 0            | 4            | 79           | 4.º          |
| 2009      | Fórmula Renault 3.5 Series                              | Ultimate Motorsport            | 13           | 0            | 0            | 2            | 3            | 64           | 8.º          |
| 2009      | Superleague Fórmula                                     | Al Ain                         | 2            | 0            | 0            | 0            | 0            | 135          | 19.º         |
| 2010      | Deutsche Tourenwagen Masters                            | Abt Sportsline                 | 11           | 0            | 0            | 1            | 0            | 15           | 10.º         |
| 2011      | Deutsche Tourenwagen Masters                            | Abt Sportsline                 | 10           | 0            | 2            | 0            | 1            | 11           | 11.º         |
| 2012      | Deutsche Tourenwagen Masters                            | Phoenix Racing                 | 10           | 0            | 0            | 0            | 0            | 8            | 18.º         |
| 2013      | Deutsche Tourenwagen Masters                            | Phoenix Racing                 | 10           | 0            | 0            | 0            | 0            | 19           | 17.º         |
| 2014      | Deutsche Tourenwagen Masters                            | Audi Sport Team Abt Sportsline | 10           | 0            | 1            | 1            | 1            | 32           | 17.º         |
| 2014      | Stock Car Brasil                                        | Mobil Super Racing             | 1            | 0            | 0            | 0            | 0            | Invitado     | Invitado     |
| 2015      | Deutsche Tourenwagen Masters                            | Audi Sport Team Abt Sportsline | 18           | 1            | 2            | 1            | 2            | 54           | 17.º         |
| 2016      | Deutsche Tourenwagen Masters                            | Audi Sport Team Abt Sportsline | 18           | 2            | 1            | 1            | 3            | 66           | 13.º         |
| 2017      | Campeonato Mundial de Resistencia de la FIA - LMGTE Am  | Spirit of Race                 | 8            | 1            | 0            | 3            | 4            | 97           | 5.º          |
| 2017      | Campeonato Mundial de Resistencia de la FIA - LMGTE Pro | AF Corse                       | 1            | 0            | 0            | 0            | 0            | 32,5         | 13.º         |
| 2017      | Blancpain GT Series Endurance Cup                       | SMP Racing                     | 5            | 0            | 0            | 0            | 1            | 46           | 4.º          |
| 2017      | Intercontinental GT Challenge                           | SMP Racing                     | 1            | 0            | 0            | 0            | 0            | 0            | NC           |
| 2018      | European Le Mans Series - LMGTE                         | JMW Motorsport                 | 6            | 2            | 2            | 2            | 3            | 88           | 2.º          |
| 2018      | Blancpain GT Series Endurance Cup                       | SMP Racing                     | 5            | 0            | 1            | 1            | 1            | 23           | 20.º         |
| 2018      | Pirelli World Challenge                                 | R. Ferri Motorsport            | 10           | 6            | 1            | 3            | 8            | 224          | 8.º          |
| 2018      | SprintX GT Championship Series                          | R. Ferri Motorsport            | 10           | 6            | 1            | 3            | 8            | 224          | 1.º          |
| 2018      | WeatherTech SportsCar Championship - GTD                | Risi Competizione              | 1            | 0            | 0            | 0            | 0            | 14           | 62.º         |
| 2018      | WeatherTech SportsCar Championship - GTLM               | Risi Competizione              | 1            | 0            | 0            | 0            | 0            | 22           | 25.º         |
| 2018-19   | Campeonato Mundial de Resistencia de la FIA - LMGTE Pro | AF Corse                       | 3            | 0            | 0            | 0            | 0            | 22           | 20.º         |
| 2019      | Blancpain GT World Challenge America                    | R. Ferri Motorsport            | 10           | 3            | 1            | 3            | 8            | 181          | 4.º          |
| 2019      | Blancpain GT Series Endurance Cup                       | SMP Racing                     | 5            | 1            | 0            | 0            | 2            | 73           | 2.º          |
| 2019      | Intercontinental GT Challenge                           | HubAuto Corsa                  | 3            | 1            | 0            | 0            | 1            | 25           | 15.º         |
| 2019      | WeatherTech SportsCar Championship - GTLM               | Risi Competizione              | 1            | 0            | 0            | 0            | 1            | 32           | 23.º         |
| 2019-20   | Campeonato Mundial de Resistencia de la FIA - LMGTE Pro | AF Corse                       | 8            | 0            | 0            | 1            | 2            | 86           | 8.º          |
| 2020      | GT World Challenge Europe Endurance Cup                 | SMP Racing                     | 3            | 0            | 0            | 0            | 0            | 0            | NC           |
| 2020      | Intercontinental GT Challenge                           | Ferrari                        | 1            | 0            | 0            | 0            | 0            | 0            | NC           |
| 2021      | Campeonato Mundial de Resistencia de la FIA - LMGTE Pro | AF Corse                       | 6            | 0            | 1            | 3            | 3            | 92           | 4.º          |
| 2021      | European Le Mans Series - LMGTE                         | Iron Lynx                      | 6            | 3            | 0            | 0            | 6            | 126          | 1.º          |
| 2022      | Campeonato Mundial de Resistencia de la FIA - LMGTE Pro | AF Corse                       | 6            | 1            | 0            | 0            | 5            | 131          | 3.º          |
| 2022      | GT World Challenge Europe Endurance Cup                 | Iron Lynx                      | 5            | 0            | 0            | 0            | 1            | 37           | 10.º         |
| 2022      | Intercontinental GT Challenge                           | Iron Lynx                      | 1            | 0            | 0            | 0            | 0            | 20           | 12.º         |
| 2022      | Intercontinental GT Challenge                           | AF Corse - Francorchamps       | 1            | 0            | 0            | 0            | 0            | 20           | 12.º         |
| 2022      | European Le Mans Series - LMGTE                         | JMW Motorsport                 | 1            | 0            | 0            | 0            | 1            | 15           | 19.º         |
| 2023      | Campeonato Mundial de Resistencia de la FIA - Hypercar  | Ferrari AF Corse               | 7            | 0            | 2            | 0            | 4            | 120          | 3.º          |
| 2023      | Asian Le Mans Series - GT                               | AF Corse                       | 4            | 0            | 0            | 0            | 1            | 23           | 7.º          |
| 2023      | IMSA SportsCar Championship - GTD Pro                   | AF Corse                       | 2            | 0            | 0            | 0            | 0            | 537          | 19.º         |
| 2023      | IMSA SportsCar Championship - GTD                       | AF Corse                       | 2            | 0            | 0            | 0            | 0            | 337          | 47.º         |
| 2024      | Campeonato Mundial de Resistencia de la FIA - Hypercar  | Ferrari AF Corse               | 8            | 1            | 1            | 0            | 3            | 115          | 2.º          |
| 2024      | IMSA SportsCar Championship - GTD                       | AF Corse                       | 4            | 0            | 0            | 1            | 1            | 1154         | 30.º         |
| 2025      | IMSA SportsCar Championship - GTD Pro                   | DragonSpeed                    | Disputándose | Disputándose | Disputándose | Disputándose | Disputándose | Disputándose | Disputándose |
| 2025      | Campeonato Mundial de Resistencia de la FIA - Hypercar  | Ferrari AF Corse               | Disputándose | Disputándose | Disputándose | Disputándose | Disputándose | Disputándose | Disputándose |
| Fuente:   |                                                         |                                |              |              |              |              |              |              |              |

## Resultados

### Deutsche Tourenwagen Masters
| Año  | Equipo                         | Automóvil        | 1         | 2         | 3        | 4        | 5        | 6        | 7         | 8        | 9        | 10        | 11        | 12       | 13       | 14        | 15        | 16       | 17       | 18       | Pos. | Puntos |
| ---- | ------------------------------ | ---------------- | --------- | --------- | -------- | -------- | -------- | -------- | --------- | -------- | -------- | --------- | --------- | -------- | -------- | --------- | --------- | -------- | -------- | -------- | ---- | ------ |
| 2010 | Abt Sportsline                 | Audi A4 DTM 2008 | HOC 8     | VAL 8     | LAU 13   | NOR Ret  | NÜR 14   | ZAN 5    | BRH 4     | OSC Ret  | HOC Ret  | ADR 17    | SHA 5     |          |          |           |           |          |          |          | 10.º | 15     |
| 2011 | Abt Sportsline                 | Audi A4 DTM 2008 | HOC 16    | ZAN 14    | SPL 11   | LAU 16   | NOR 12   | NÜR 12   | BRH Ret   | OSC 8    | VAL 5    | HOC 3     |           |          |          |           |           |          |          |          | 11.º | 11     |
| 2012 | Phoenix Racing                 | Audi A5 DTM      | HOC 9     | LAU 15    | BRH 7    | SPL Ret  | NOR 12   | NÜR 15   | ZAN Ret   | OSC 15   | VAL Ret  | HOC Ret   |           |          |          |           |           |          |          |          | 18.º | 8      |
| 2013 | Phoenix Racing                 | Audi RS5 DTM     | HOC 15    | BRH 11    | SPL 14   | LAU 16   | NOR 14   | MSC Ret  | NÜR 8     | OSC 8    | ZAN 10   | HOC 5     |           |          |          |           |           |          |          |          | 17.º | 19     |
| 2014 | Audi Sport Team Abt Sportsline | Audi RS5 DTM     | HOC 13    | OSC 6     | HUN 2    | NOR 22†  | MSC 12   | SPL 11   | NÜR Ret   | LAU 9    | ZAN 18†  | HOC 8     |           |          |          |           |           |          |          |          | 17.º | 32     |
| 2015 | Audi Sport Team Abt Sportsline | Audi RS5 DTM     | HOC 1 Ret | HOC 2 18  | LAU 1 4  | LAU 2 3  | NOR 1 20 | NOR 2 17 | ZAN 1 Ret | ZAN 2 12 | SPL 1 18 | SPL 2 13  | MSC 1 Ret | MSC 2 14 | OSC 1 9  | OSC 2 Ret | NÜR 1 Ret | NÜR 2 1  | HOC 1 17 | HOC 2 11 | 17.º | 54     |
| 2016 | Audi Sport Team Abt            | Audi RS5 DTM     | HOC 1 10  | HOC 2 Ret | SPL 1 19 | SPL 2 14 | LAU 1    | LAU 2 19 | NOR 1 17  | NOR 2 14 | ZAN 1 18 | ZAN 2 Ret | MSC 1 17  | MSC 2 11 | NÜR 1 15 | NÜR 2 20  | HUN 1 3   | HUN 2 18 | HOC 1    | HOC 2 14 | 13.º | 66     |

### 24 Horas de Nürburgring
| Año  | Equipo            | Copilotos                                          | Automóvil  | Clase | Vueltas | Pos. | Pos. Clase |
| ---- | ----------------- | -------------------------------------------------- | ---------- | ----- | ------- | ---- | ---------- |
| 2011 | Raeder Motorsport | Christian Hohenadel Jimmy Johansson Andrea Piccini | Audi TT RS | SP4T  | 128     | 60.º | 3.º        |

### Campeonato Mundial de Resistencia de la FIA
(Clave) (negrita indica pole position) (cursiva indica vuelta rápida)

| Año     | Escudería        | Clase     | Automóvil           | 1   | 2   | 3   | 4   | 5   | 6   | 7   | 8   | 9   | Pos. | Puntos | Ref.   |
| ------- | ---------------- | --------- | ------------------- | --- | --- | --- | --- | --- | --- | --- | --- | --- | ---- | ------ | ------ |
| 2017    |                  |           | Ferrari 488 GTE     | SIL | SPA | LMS | NÜR | MEX | COA | FUJ | SHA | BHR |      |        |        |
| 2017    | Spirit of Race   | LMGTE Am  | Ferrari 488 GTE     | Ret | 4   |     | 2   | 4   | 3   | 1   | Ret | 3   | 5.º  | 97     | [ 18 ] |
| 2017    | AF Corse         | LMGTE Pro | Ferrari 488 GTE     |     |     | 4   |     |     |     |     |     |     | 13.º | 32,5   | [ 19 ] |
| 2018-19 | AF Corse         | LMGTE Pro | Ferrari 488 GTE     | SPA | LMS | SIL | FUJ | SHA | SEB | SPA | LMS |     | 22.º | 12     | [ 20 ] |
| 2018-19 | AF Corse         | LMGTE Pro | Ferrari 488 GTE     |     | 6   |     |     |     |     |     | Ret |     | 22.º | 12     | [ 20 ] |
| 2019-20 | AF Corse         | LMGTE Pro | Ferrari 488 GTE EVO | SIL | FUJ | SHA | BHR | COA | SPA | LMS | BHR |     | 8.º  | 86     | [ 21 ] |
| 2019-20 | AF Corse         | LMGTE Pro | Ferrari 488 GTE EVO | Ret | 5   | 6   | 2   | 5   | 6   | NC  | 3   |     | 8.º  | 86     | [ 21 ] |
| 2021    | AF Corse         | LMGTE Pro | Ferrari 488 GTE EVO | SPA | POR | MNZ | LMS | BHR | BHR |     |     |     | 4.º  | 92     | [ 22 ] |
| 2021    | AF Corse         | LMGTE Pro | Ferrari 488 GTE EVO | 3   | 2   | 4   | 10  | 4   | 3   |     |     |     | 4.º  | 92     | [ 22 ] |
| 2022    | AF Corse         | LMGTE Pro | Ferrari 488 GTE EVO | SEB | SPA | LMS | MNZ | FUJ | BHR |     |     |     | 3.º  | 131    | [ 23 ] |
| 2022    | AF Corse         | LMGTE Pro | Ferrari 488 GTE EVO | 6   | 3   | 3   | 2   | 2   | 1   |     |     |     | 3.º  | 131    | [ 23 ] |
| 2023    | Ferrari-AF Corse | Hypercar  | Ferrari 499P        | SEB | POR | SPA | LMS | MNZ | FUJ | BHR |     |     | 3.º  | 120    | [ 24 ] |
| 2023    | Ferrari-AF Corse | Hypercar  | Ferrari 499P        | 3   | 2   | Ret | 4   | 2   | 4   | 3   |     |     | 3.º  | 120    | [ 24 ] |
| 2024    | Ferrari-AF Corse | Hypercar  | Ferrari 499P        | QAT | IMO | SPA | LMS | SÃO | COA | FUJ | BHR |     | 2.º  | 115    | [ 25 ] |
| 2024    | Ferrari-AF Corse | Hypercar  | Ferrari 499P        | 6   | 4   | 3   | 1   | 6   | 3   | 9   | 11  |     | 2.º  | 115    | [ 25 ] |

### 24 Horas de Le Mans
| Año     | Equipo             | Copilotos                     | Automóvil           | Clase    | Vueltas | Pos. | Pos. Clase |
| ------- | ------------------ | ----------------------------- | ------------------- | -------- | ------- | ---- | ---------- |
| 2017    | AF Corse           | Davide Rigon Sam Bird         | Ferrari 488 GTE     | GTE Pro  | 339     | 21.º | 5.º        |
| 2018    | AF Corse           | Davide Rigon Sam Bird         | Ferrari 488 GTE Evo | GTE Pro  | 338     | 24.º | 9.º        |
| 2019    | AF Corse           | Davide Rigon Sam Bird         | Ferrari 488 GTE Evo | GTE Pro  | 140     | DNF  | DNF        |
| 2020    | AF Corse           | Davide Rigon Sam Bird         | Ferrari 488 GTE Evo | GTE Pro  | 340     | DNF  | DNF        |
| 2021    | AF Corse           | Daniel Serra Sam Bird         | Ferrari 488 GTE Evo | GTE Pro  | 331     | 37.º | 5.º        |
| 2022    | AF Corse           | Antonio Fuoco Davide Rigon    | Ferrari 488 GTE Evo | GTE Pro  | 349     | 30.º | 3.º        |
| 2023    | Ferrari – AF Corse | Antonio Fuoco Nicklas Nielsen | Ferrari 499P        | Hypercar | 337     | 5.º  | 5.º        |
| 2024    | Ferrari – AF Corse | Antonio Fuoco Nicklas Nielsen | Ferrari 499P        | Hypercar | 311     | 1.º  | 1.º        |
| Fuente: |                    |                               |                     |          |         |      |            |

### 24 Horas de Spa-Francorchamps
| Año  | Equipo     | Copilotos                                       | Automóvil                | Clase   | Vueltas | Pos.       | Pos. Clase |
| ---- | ---------- | ----------------------------------------------- | ------------------------ | ------- | ------- | ---------- | ---------- |
| 2017 | SMP Racing | Viktor Shaytar Davide Rigon                     | Ferrari 488 GTE          | Pro Cup | 529     | 24.º       | 17.º       |
| 2018 | SMP Racing | Davide Rigon Mijaíl Alioshin                    | Ferrari 488 GTE          | Pro     | 508     | 10.º       | 10.º       |
| 2019 | SMP Racing | Davide Rigon Mijaíl Alioshin                    | Ferrari 488 GTE          | Pro     | 294     | DNF        | DNF        |
| 2020 | SMP Racing | Davide Rigon Serguéi Sirotkin                   | Ferrari 488 GTE          | Pro     | 519     | 19.º (DNF) | 16.º       |
| 2021 | AF Corse   | Duncan Cameron Matthew Griffin Rino Mastronardi | Ferrari 488 GT3 Evo 2020 | Pro-Am  | 550     | 16.º       | 1.º        |
| 2022 | Iron Lynx  | James Calado Nicklas Nielsen                    | Ferrari 488 GT3 Evo 2020 | Pro     | 535     | 9.º        | 9.º        |

### 24 Horas de Daytona
| Año  | Equipo            | Copilotos                                                        | Automóvil       | Clase   | Vueltas | Pos. | Pos. Clase |
| ---- | ----------------- | ---------------------------------------------------------------- | --------------- | ------- | ------- | ---- | ---------- |
| 2018 | Risi Competizione | Santiago Creel Martin Fuentes Matt Griffin Ricardo Pérez de Lara | Ferrari 488 GTE | GTD     | 715     | 39.º | 17.º       |
| 2019 | Risi Competizione | James Calado Alessandro Pier Guidi Davide Rigon                  | Ferrari 488 GTE | GTLM    | 571     | 11.º | 2.º        |
| 2023 | AF Corse          | Francesco Castellacci Simon Mann Luis Pérez Companc              | Ferrari 296 GTB | GTD     | 655     | DNF  | DNF        |
| 2024 | AF Corse          | Kei Cozzolino François Heriau Simon Mann                         | Ferrari 296 GTB | GTD     | 731     | 20.º | 2.º        |
| 2025 | DragonSpeed       | Albert Costa Thomas Neubauer Davide Rigon                        | Ferrari 296 GT3 | GTD Pro | 723     | 22.º | 6.º        |

### 8 Horas de California
| Año  | Equipo        | Copilotos             | Automóvil       | Clase | Vueltas | Pos. | Pos. Clase |
| ---- | ------------- | --------------------- | --------------- | ----- | ------- | ---- | ---------- |
| 2019 | HubAuto Corsa | Nick Foster Tim Slade | Ferrari 488 GT3 | GT3   | 327     | 1.º  | 1.º        |

### 12 Horas de Sebring
| Año  | Equipo   | Copilotos                        | Automóvil       | Clase | Vueltas | Pos. | Pos. Clase |
| ---- | -------- | -------------------------------- | --------------- | ----- | ------- | ---- | ---------- |
| 2023 | AF Corse | Francesco Castellacci Simon Mann | Ferrari 296 GTB | GTD   | 294     | 38.º | 13.º       |
| 2024 | AF Corse | François Heriau Simon Mann       | Ferrari 296 GTB | GTD   | 197     | DNF  | DNF        |